# Maria beroendecentrum

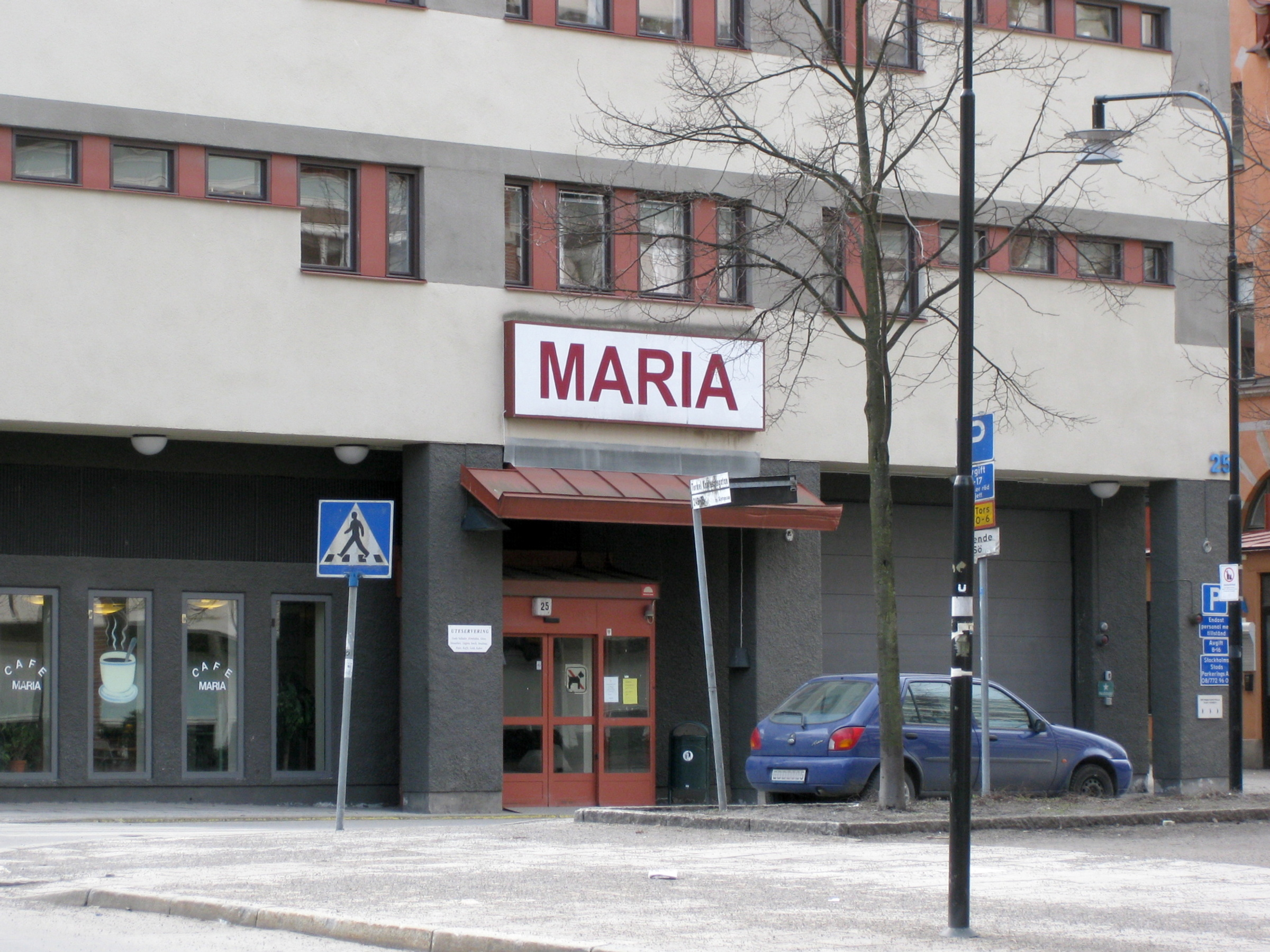

Maria Beroendecentrum ligger på Wollmar Yxkullsgatan 25 på Södermalm i Stockholm. På kliniken behandlas vuxna (över 18 år) med beroendeproblematik. 
Det finns både akutmottagning och öppenvård.